# Эйзелен, Эрнст
Эрнест Виллем Бернхард Эйзелен (27 сентября 1793, Берлин — 22 августа 1846, Мендзыздрое) — немецкий гимнаст и фехтовальщик, спортивный писатель и педагог, активный пропагандист спорта и гимнастических обществ.

## Биография
Из-за мышьякового отравления в детстве здоровье Эйзелена постоянно ухудшалось на протяжении всей жизни. Несмотря на это, он был одним из первых и самых способных учеников Фридриха Людвига Яна и показывал большие успехи в гимнастике, вскоре став известных среди юных гимнастов Берлина. Во время войны Шестой коалиции (1812-1815) он вместе с Яном направился в Бреслау, чтобы присоединиться к Лютцевскому добровольческому корпусу, однако из-за его плохого состояния здоровья его весной 1813 года отправили в отставку с военной службы и оставили на полевых учениях в военном лагере.
После закрытия лагеря весной 1819 года Эйзелен стал учителем гимнастики в Пламаннской школе для мальчиков. Он также знал в некоторой степени математику — достаточно, чтобы преподавать геометрию; также преподавал историю и географию. Среди его учеников в школе был Отто фон Бисмарк. В апреле 1825 года Эйзелен снял здание и открыл школу в Берлине, где преподавал фехтование на саблях и шпагах и прыжки с шестом для студентов из Берлинского университета. Два года спустя он получил разрешение на открытие личного гимнастического зала, где обучал людей спортивной гимнастике.
В мае 1828 года он открыл тренажерный зал с тренажёрами как в, так и вне помещений и имел большое количество учеников. Он открыл курсы для учителей гимнастики в 1831 году и первые курсы гимнастики для молодых девушек в 1832 году. К 1836 году число учащихся возросло до такой степени, что он открыл ещё один тренажерный зал в другой части города. В XIX веке считался фактическим основателем немецкого спортивного движения и спортивной педагогики.
Совместно с Яном с 1816 года он издавал журнал о гимнастике «Deutsche Turnkunst». Написал ряд книг по гимнастике и фехтованию. Важнейшие из них: Hantelübungen (3-е издание, 1883); Abbildungen von Turnübungen (5-е издание, 1889); Das deutsche Hiebfechten (последнее издание — 1882); Abriss des deutschen Stossfechtens (последнее издание — 1889).Введённые им в фехтование термины используются в Германии до сих пор.